# Незаконне використання символіки Червоного Хреста, Червоного Півмісяця, Червоного Кристала та зловживання нею
Це стаття про злочин, передбачений 435 статтею Кримінального кодексу України. Про злочин, передбачений 445 статтею, див. Незаконне використання символіки Червоного Хреста, Червоного Півмісяця або Червоного Кристала.
Незако́нне використа́ння симво́ліки Червоно́го Хреста́, Черво́ного Півмі́сяця, Черво́ного Криста́ла та зловжива́ння н́ею — військове кримінальне правопорушення, за яке передбачено відповідальність за 435 статтею Кримінального кодексу України. Слід відрізняти дане кримінального правопорушення від кримінального правопорушення, відповідальність за який передбачено 445 статтею.
Складові злочину
- Об'єктом злочину є порядок дотримання правил і звичаїв війни. Правилами війни передбачено, що сторони, які воюють, не мають права нападати на санітарні формування, транспорт та їх особовий склад. Якщо розпізнавальні знаки будуть використовуватися членами війни як воєнна хитрість, це може потягти за собою напади на ці формування, транспорт, поранених чи хворих.
- Об'єктивна сторона злочину характеризується такими альтернативними діями:
  - носінням в районі воєнних дій символіки Червоного Хреста, Червоного Півмісяця або Червоного Кристала особами, які не мають на це права
  - зловживання в умовах воєнного стану прапорами чи знаками Червоного Хреста, Червоного Півмісяця або Червоного Кристала (зокрема, нанесення цієї символіки на майно, яке належить до складу медичних формувань)
  - зловживання пофарбуванням, присвоєним санітарно-транспортним засобам (наприклад, використання військовими підрозділами пофарбування, яке імітує знаки Червоного Хреста, Півмісяця або Кристала — емблеми (червоні хрест, півмісяць, кристал на білому тлі), назви, розпізнавальні сигнали тощо).
- Суб'єктом злочину є військовослужбовець, який не належить до складу медичних формувань чи санітарно-транспортних засобів, а так само військові службові особи, за наказом яких транспортні засоби, що не належать до санітарних, були відповідним чином пофарбовані чи іншим способом відмічені.
- Суб'єктивна сторона злочину характеризується прямим умислом.

За вчинення злочину передбачено кримінальну відповідальність у виді позбавлення волі на строк до двох років. За вчинення зазначених дій в умовах особливого періоду (без воєнного стану) передбачено відповідальність у виді обмеження волі на строк до двох років. 
За аналогічний злочин в Молдові (ст. 1374 Кримінального кодексу — «Незаконне використання розпізнавальних емблем міжнародного гуманітарного права», якщо це потягло тяжкі тілесні ушкодження, іншу тяжку шкоду здоров'ю або смерть людини) передбачено відповідальність у виді позбавлення волі на строк від семи до п'ятнадцяти років. В законодавстві Російської Федерації не передбачено відповідальності за незаконне використання символіки Міжнародного комітету Червоного Хреста і Червоного Півмісяця.